# Franciszek Polniaszek
Franciszek Polniaszek, ps. „Zbigniew”, „Karol Nowopolski” (ur. 24 września 1892 w Tłustem, zm. wiosną 1940 w Charkowie) – polski doktor prawa, pułkownik dyplomowany piechoty Wojska Polskiego, kawaler Orderu Virtuti Militari, ofiara zbrodni katyńskiej.

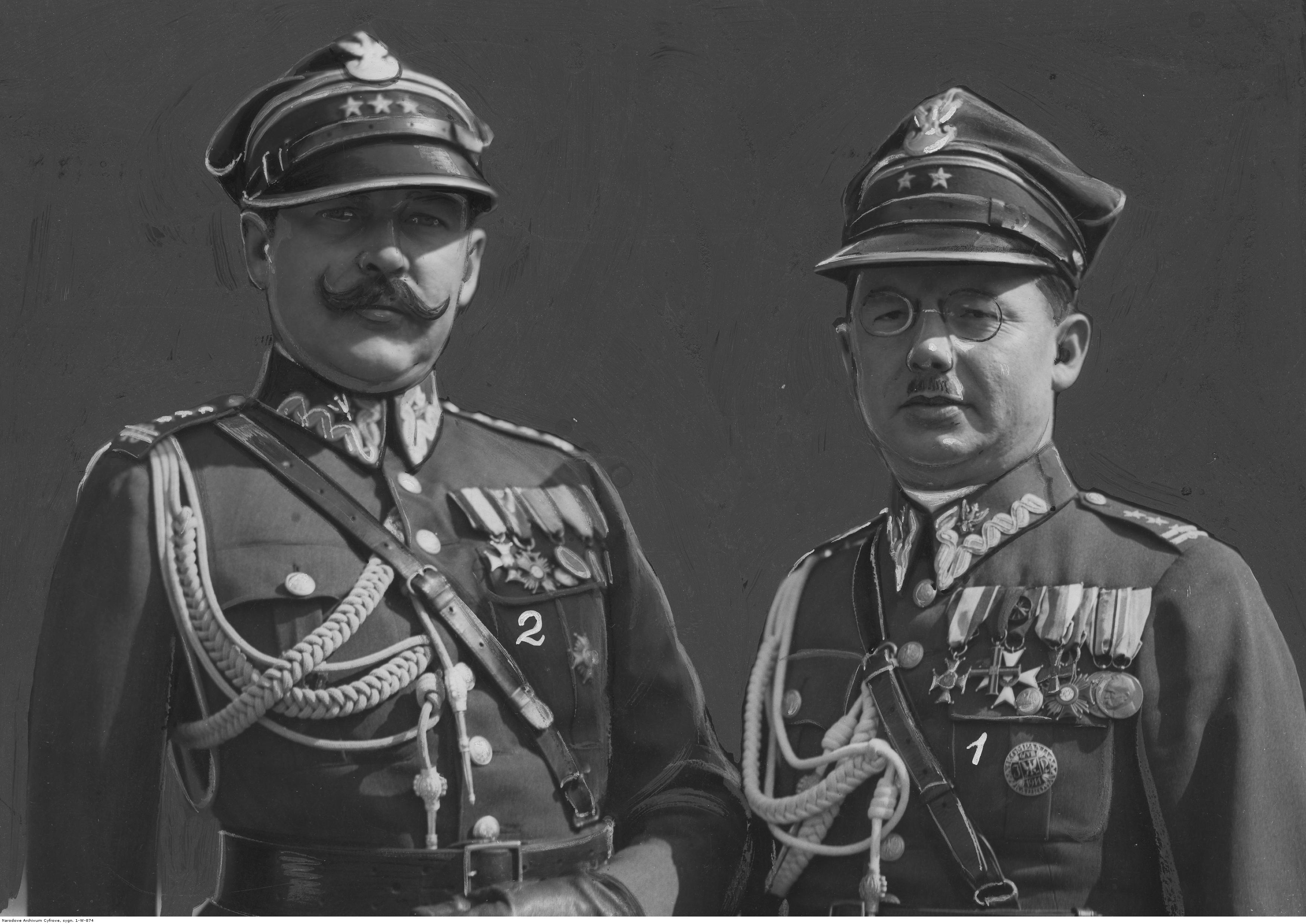
ppłk dypl. Franciszek Polniaszek (z prawej) obok płk. dypl. Stefana Kosseckiego.

## Życiorys
Syn Jana i Tekli z domu Maślanka, urodzony w Tłustem, w powiecie zaleszczyckim ówczesnego Królestwa Galicji i Lodomerii. Członek tajnych organizacji harcerskich i „Strzelca”. Absolwent szkoły powszechnej w Tłustem (1904) i gimnazjum z maturą w Buczaczu (1912). Podjął studia na Wydziale Prawa Uniwersytetu Franciszkańskiego we Lwowie oraz Akademii Handlowej we Lwowie. Ukończył szkołę żołnierską i podoficerską, a w 1913 kurs oficerski Polowych Drużyn Strzeleckich w Nowym Sączu.
6 sierpnia 1914 roku wcielony został do Pierwszej Kompanii Kadrowej, jako pomocnik szefa kompanii. Wkrótce po wymarszu z Kadrówką przeniósł się do kawalerii. 2 września 1914 roku uzyskał stopień podporucznika. Od bitwy pod Kostiuchnówką do kryzysu przysięgowego przydzielony był do 5 pułku piechoty. W czasie służby w Legionach awansował kolejno na stopień chorążego (2 lipca 1915 roku) i podporucznika (1 listopada 1916 roku). W lipcu 1917 roku, po kryzysie przysięgowym, został wcielony do cesarskiej i królewskiej Armii i wysłany na front włoski.
W lipcu 1919 roku przyjęty został w stopniu kapitana do Wojska Polskiego i skierowany do 5 pułku piechoty Legionów. 19 sierpnia 1920 roku został zatwierdzony z dniem 1 kwietnia 1920 roku w stopniu kapitana, w piechocie, w grupie oficerów byłych Legionów Polskich. W tym czasie pełnił służbę w Batalionie Zapasowym 5 pp Leg. Zorganizował ochotniczy batalion piechoty i na własną prośbę skierowany na front bolszewicki. Dowodził batalionem 213 pułku piechoty.

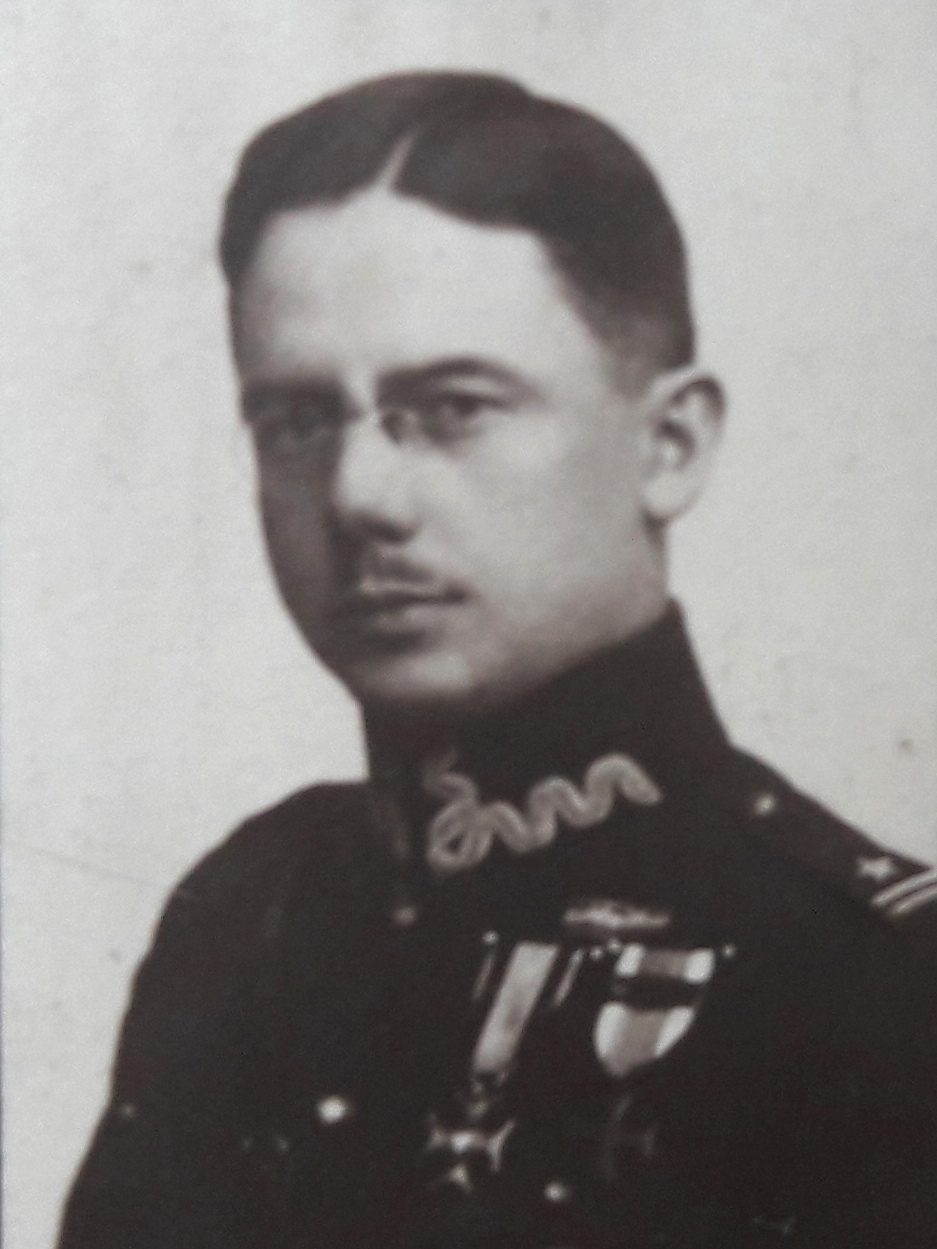
Franciszek Polniaszek jako absolwent WSWoj (1926).

Po wojnie, w 1921 roku uzyskał doktorat z prawa na Uniwersytecie Jagiellońskim w Krakowie. 3 maja 1922 roku został zweryfikowany w stopniu majora ze starszeństwem z dniem 1 czerwca 1919 roku i 310. lokatą w korpusie oficerów piechoty. 10 lipca tego roku został zatwierdzony na stanowisku dowódcy batalionu w macierzystym pułku. W 1923 roku pełnił służbę w 5 pp Leg. na stanowisku komendanta Kadry Batalionu Zapasowego. Z dniem 1 listopada 1924 roku został przydzielony do Wyższej Szkoły Wojennej w Warszawie, w charakterze słuchacza Kursu Normalnego. Z dniem 11 października 1926, po ukończeniu kursu i uzyskaniu dyplomu naukowego oficera Sztabu Generalnego, przydzielony został do Oddziału V Sztabu Generalnego. 12 kwietnia 1927 roku został mianowany podpułkownikiem ze starszeństwem z dniem 1 stycznia 1927 roku i 17. lokatą w korpusie oficerów piechoty. W czerwcu 1927 roku został przydzielony z Biura Personalnego MSWojsk. w Warszawie do Oficerskiej Szkoły dla Podoficerów w Bydgoszczy na stanowisko komendanta. 23 grudnia 1927 roku został przeniesiony do kadry oficerów piechoty z pozostawieniem na dotychczas zajmowanym stanowisku komendanta szkoły. Z jego inicjatywy powołano najpierw izbę pamięci, a później zaczątek zbioru muzealnego. Powołano Radę Muzealną. W dniu 6 maja 1928 zebrani z okazji święta szkolnego goście z inspektorem armii gen. Edwardem Rydzem–Śmigłym i biskupem dr. Władysławem Bandurskim na czele podpisując stosowny Akt Erekcyjny dokonali otwarcia muzeum. Z dniem 20 sierpnia 1931 roku został przeniesiony do 54 pułku piechoty Strzelców Kresowych w Tarnopolu na stanowisko dowódcy pułku. W marcu 1933 został wiceprezesem komitetu budowy pomnika Marszałka Józefa Piłsudskiego Tarnopolu. W 1937 przeniesiony na funkcję kierownika 6 Okręgowego Urzędu WF i PW we Lwowie. Na stopień pułkownika został mianowany ze starszeństwem z dniem 1 stycznia 1936 roku i 1. lokatą w korpusie oficerów piechoty. Od 1937 roku obowiązki kierownika Okręgowego Urzędu WFiPW łączył z funkcją dowódcy Lwowskiej Brygady Obrony Narodowej. We wrześniu 1939 bronił lotniska Skniłów. 22 września 1939 roku dostał się do niewoli sowieckiej i przebywał w obozie w Starobielsku. Wiosną 1940 został zamordowany w Charkowie przez funkcjonariuszy NKWD i pogrzebany w Piatichatkach, gdzie od 17 czerwca 2000 mieści się oficjalnie Cmentarz Ofiar Totalitaryzmu w Charkowie (pozycja 2716 na Liście Starobielskiej).
Postanowieniem nr 112-48-07 Prezydenta Rzeczypospolitej Polskiej Lecha Kaczyńskiego z 5 października 2007 został awansowany pośmiertnie do stopnia generała brygady. Awans został ogłoszony 9 listopada 2007 w Warszawie, w trakcie uroczystości „Katyń Pamiętamy – Uczcijmy Pamięć Bohaterów”.
Franciszek Polniaszek był żonaty z Aurelią z Rudzińskich, z którą miał córkę Marię Danutę i syna Andrzeja.

## Ordery i odznaczenia
- Krzyż Srebrny Orderu Wojskowego Virtuti Militari nr 7105 – 17 maja 1922[26][1]
- Krzyż Niepodległości – 20 stycznia 1931[27][28]
- Krzyż Oficerski Orderu Odrodzenia Polski – 10 listopada 1928[29][30][28]
- Krzyż Walecznych trzykrotnie[31][28]: po raz pierwszy w 1922[32]
- Złoty Krzyż Zasługi dwukrotnie: 16 marca 1928[33][34], po raz drugi „za zasługi na polu pracy społecznej”[35]
- Medal Pamiątkowy za Wojnę 1918–1921[36][28]
- Medal Dziesięciolecia Odzyskanej Niepodległości[36][28]
- Odznaka „Za wierną służbę”[37]
- Odznaka Pamiątkowa „Pierwszej Kadrowej”[38]
- Odznaka za Rany i Kontuzje (2)[37]